# Antonio Fuoco

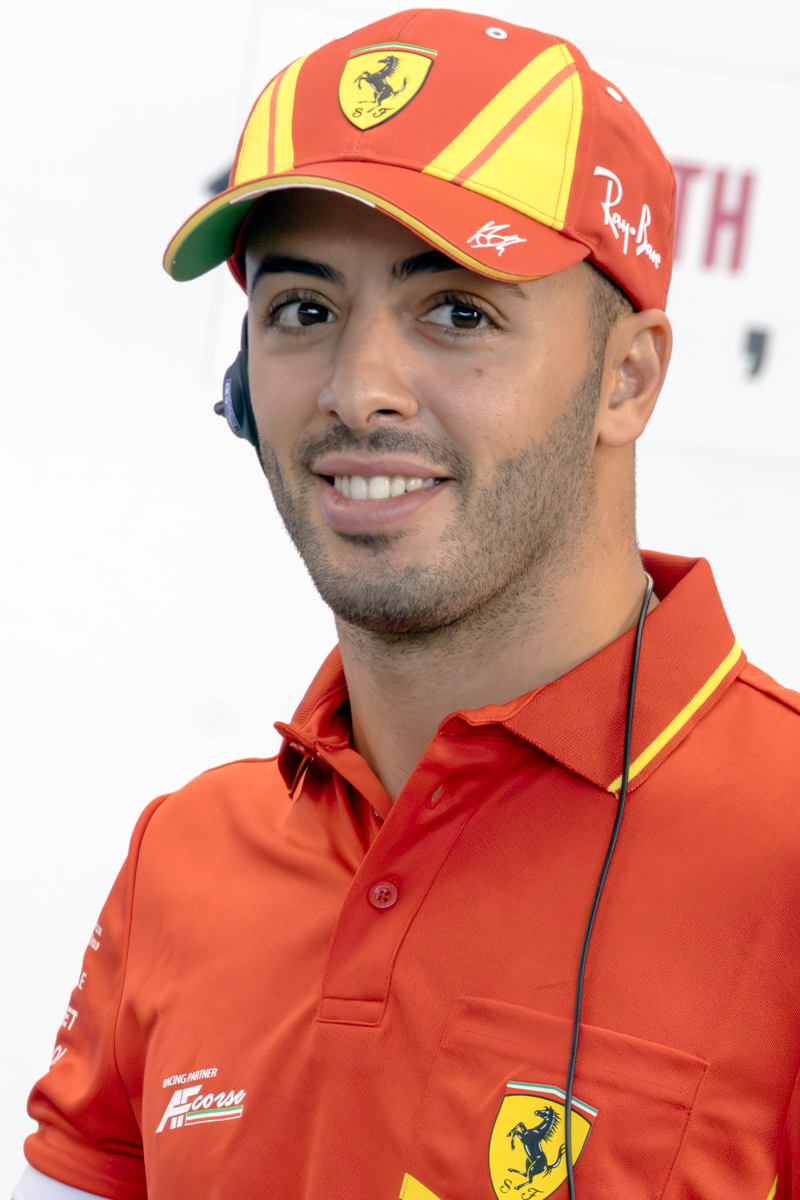
Antonio Fuoco 2024

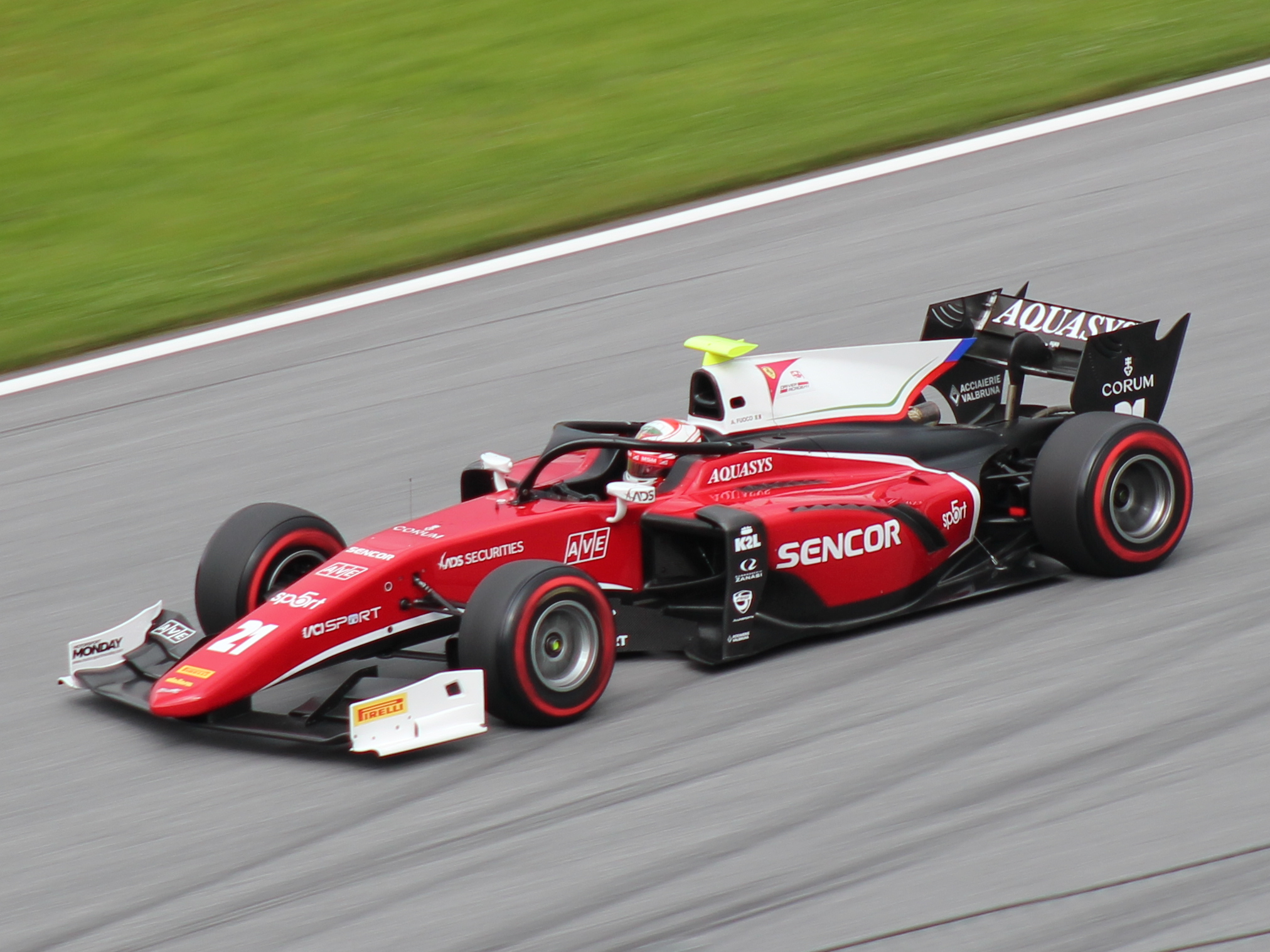
Antonio Fuoco beim ersten Formel-2-Rennen in Spielberg 2018

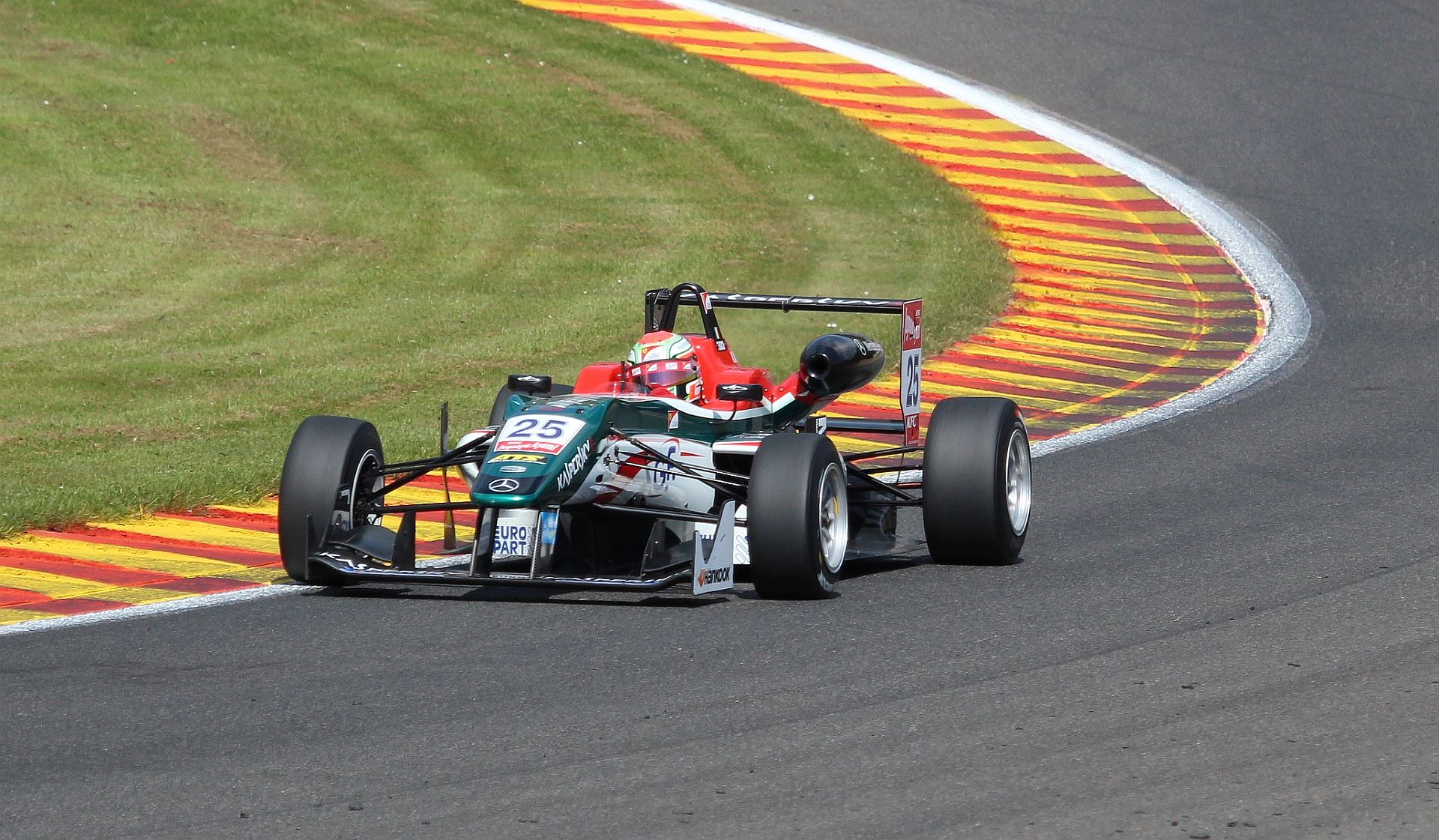
Antonio Fuoco in Spa-Francorchamps in der europäischen Formel-3-Meisterschaft 2014

Antonio Fuoco (* 20. Mai 1996 in Cosenza) ist ein italienischer Automobilrennfahrer. Er startete 2017 und 2018 in der FIA-Formel-2-Meisterschaft.

## Karriere
Fuoco begann seine Motorsportkarriere im Alter von vier Jahren im Kartsport, in dem er bis 2012 aktiv blieb. Unter anderem wurde er 2010 italienischer KF3-Vizemeister und 2012 Dritter der KF2-WSK Euro Series sowie Vierter der CIK-FIA-Europameisterschaft. 2013 erfolgte Fuocos Einstieg in den Formelsport. Er wurde zu Beginn des Jahres in der Ferrari Driver Academy aufgenommen, nachdem er auf der Pista di Fiorano den neuen Streckenrekord eines Formel Abarth aufgestellt hatte. Sein Formelsport-Debüt gab Fuoco in der Winterserie der Panam GP Series, die in Nordamerika stattfand. Er gewann ein Rennen und wurde Vizemeister dieser Serie. Anschließend erhielt Fuoco beim Prema Powerteam ein Cockpit für die alpine Formel Renault. In dieser entschied Fuoco sechs Rennen für sich, stand bei 14 Rennen insgesamt elfmal auf dem Podium und gewann damit auf Anhieb die Meisterschaft. Darüber hinaus absolvierte er zwei Gaststarts im Formel Renault 2.0 Eurocup, wobei er eine Pole-Position erzielte.
Anfang 2014 ging Fuoco erneut in Nordamerika an den Start und trat in der Florida Winter Series an. Fuoco gewann vier Rennen und war der Fahrer mit den besten Einzelplatzierungen. Anschließend kehrte Fuoco nach Europa zurück und nahm für das Prema Powerteam an der europäischen Formel-3-Meisterschaft 2014 teil. Er gewann gleich bei seinem Saisonauftakt in Silverstone ein Rennen und wurde mit einem weiteren Sieg und insgesamt zehn Podest-Platzierungen Gesamtfünfter. Sein Teamkollege Esteban Ocon gewann den Meistertitel.
2015 wechselte Fuoco zu Carlin in die GP3-Serie. Mit zwei zweiten Plätzen als beste Resultate schloss er die Saison als bester Carlin-Fahrer auf dem sechsten Gesamtrang ab. Darüber hinaus nahm er für die Scuderia Ferrari erstmals an Formel-1-Testfahrten teil. 2016 absolvierte Fuoco seine zweite GP3-Saison für Trident. Er gewann zwei Rennen und stand insgesamt achtmal auf dem Podium. Er verbesserte sich auf den dritten Platz in der Meisterschaft.
2017 erhielt Fuoco ein Cockpit bei Prema Racing in der FIA-Formel-2-Meisterschaft. Mit einem Sieg und vier dritten Plätzen erreichte insgesamt fünf Podestplatzierungen. In der Fahrerwertung belegte er den achten Platz. 2018 wechselte er innerhalb der Formel 2 zu Charouz Racing System. Er gewann 2 Rennen und beendete die Saison auf dem siebten Platz.

## Persönliches
Während seiner Kartlaufbahn trat Fuoco zum Teil unter dem Pseudonym Speedy an.

## Statistik

### Karrierestationen
| - 2000–2012: Kartsport - 2013: Panam GP Series, Winterserie (Platz 2) - 2013: Alpine Formel Renault (Meister) | - 2014: Florida Winter Series - 2014: Europäische Formel 3 (Platz 5) - 2015: GP3-Serie (Platz 6) | - 2016: GP3-Serie (Platz 3) - 2017: Formel 2 (Platz 8) - 2018: Formel 2 (Platz 7) |

### Einzelergebnisse in der europäischen Formel-3-Meisterschaft
| Jahr | Team            | Motor    | 1   | 2   | 3   | 4   | 5   | 6   | 7   | 8   | 9   | 10  | 11  | 12  | 13  | 14  | 15  | 16  | 17  | 18  | 19  | 20  | 21  | 22  | 23  | 24  | 25  | 26  | 27  | 28  | 29  | 30  | 31  | 32  | 33  | Punkte | Rang |
| ---- | --------------- | -------- | --- | --- | --- | --- | --- | --- | --- | --- | --- | --- | --- | --- | --- | --- | --- | --- | --- | --- | --- | --- | --- | --- | --- | --- | --- | --- | --- | --- | --- | --- | --- | --- | --- | ------ | ---- |
| 2014 | Prema Powerteam | Mercedes | SIL | SIL | SIL | HO1 | HO1 | HO1 | PAU | PAU | PAU | HUN | HUN | HUN | SPA | SPA | SPA | NOR | NOR | NOR | MOS | MOS | MOS | SPI | SPI | SPI | NÜR | NÜR | NÜR | IMO | IMO | IMO | HO2 | HO2 | HO2 | 255    | 5.   |
| 2014 | Prema Powerteam | Mercedes | 4   | 3   | 1   | 11  | DNF | 3   | 17  | 19* | 11  | 19  | 2   | 2   | 5   | DNF | 16  | DNF | 7   | 9   | 6   | 2   | 3   | 6   | 1   | 19  | 2   | 4   | 4   | 16  | 25  | 2   | 14  | DSQ | DNS | 255    | 5.   |

### Einzelergebnisse in der GP3-Serie
| Jahr | Team    | 1   | 2   | 3   | 4   | 5   | 6   | 7   | 8   | 9   | 10  | 11  | 12  | 13  | 14  | 15  | 16  | 17  | 18  | Punkte | Rang |
| ---- | ------- | --- | --- | --- | --- | --- | --- | --- | --- | --- | --- | --- | --- | --- | --- | --- | --- | --- | --- | ------ | ---- |
| 2015 | Carlin  | ESP | ESP | AUT | AUT | GBR | GBR | HUN | HUN | BEL | BEL | ITA | ITA | RUS | RUS | BRN | BRN | UAE | UAE | 88     | 6.   |
| 2015 | Carlin  | 8   | 4   | 2   | DNF | 18  | 23  | 8   | DNF | 4   | DNF | DNF | 11  | 6   | 4   | 9   | 5   | 7   | 2   | 88     | 6.   |
| 2016 | Trident | ESP | ESP | AUT | AUT | GBR | GBR | HUN | HUN | GER | GER | BEL | BEL | ITA | ITA | MAS | MAS | UAE | UAE | 157    | 3.   |
| 2016 | Trident | 4   | 3   | 5   | 3   | 3   | 1   | 2   | 10  | 1   | 18* | 4   | 2   | 8   | 3   | 8   | DNF | 16  | 17  | 157    | 3.   |

### Einzelergebnisse in der FIA-Formel-2-Meisterschaft
| Jahr | Team                  | 1   | 2   | 3   | 4   | 5   | 6   | 7   | 8   | 9   | 10  | 11  | 12  | 13  | 14  | 15  | 16  | 17  | 18  | 19  | 20  | 21  | 22  | 23  | 24  | Punkte | Rang |
| ---- | --------------------- | --- | --- | --- | --- | --- | --- | --- | --- | --- | --- | --- | --- | --- | --- | --- | --- | --- | --- | --- | --- | --- | --- | --- | --- | ------ | ---- |
| 2017 | Prema Racing          | BRN | BRN | ESP | ESP | MON | MON | AZE | AZE | AUT | AUT | GBR | GBR | HUN | HUN | BEL | BEL | ITA | ITA | ESP | ESP | UAE | UAE |     |     | 98     | 8.   |
| 2017 | Prema Racing          | 9   | 10  | 13  | DNF | 11  | 10  | DNF | 12  | 3   | 5   | 16  | 12  | DNF | 17  | 3   | 7   | 1   | 3   | 3   | 5   | DSQ | 11  |     |     | 98     | 8.   |
| 2018 | Charouz Racing System | BRN | BRN | AZE | AZE | ESP | ESP | MON | MON | FRA | FRA | AUT | AUT | GBR | GBR | HUN | HUN | BEL | BEL | ITA | ITA | RUS | RUS | UAE | UAE | 141    | 7.   |
| 2018 | Charouz Racing System | 17  | 12  | 3   | DNS | 10  | 7   | 8   | 1   | 4   | 4   | 3   | 4   | 3   | DNF | 3   | 17  | 17  | 19  | DSQ | 10  | 6   | 9   | 7   | 1   | 141    | 7.   |

| Legende  | Legende            | Legende                                                          |
| Farbe    | Abkürzung          | Bedeutung                                                        |
| -------- | ------------------ | ---------------------------------------------------------------- |
| Gold     | –                  | Sieg                                                             |
| Silber   | –                  | 2. Platz                                                         |
| Bronze   | –                  | 3. Platz                                                         |
| Grün     | –                  | Platzierung in den Punkten                                       |
| Blau     | –                  | Klassifiziert außerhalb der Punkteränge                          |
| Violett  | DNF                | Rennen nicht beendet (did not finish)                            |
| Violett  | NC                 | nicht klassifiziert (not classified)                             |
| Rot      | DNQ                | nicht qualifiziert (did not qualify)                             |
| Rot      | DNPQ               | in Vorqualifikation gescheitert (did not pre-qualify)            |
| Schwarz  | DSQ                | disqualifiziert (disqualified)                                   |
| Weiß     | DNS                | nicht am Start (did not start)                                   |
| Weiß     | WD                 | zurückgezogen (withdrawn)                                        |
| Hellblau | PO                 | nur am Training teilgenommen (practiced only)                    |
| Hellblau | TD                 | Freitags-Testfahrer (test driver)                                |
| ohne     | DNP                | nicht am Training teilgenommen (did not practice)                |
| ohne     | INJ                | verletzt oder krank (injured)                                    |
| ohne     | EX                 | ausgeschlossen (excluded)                                        |
| ohne     | DNA                | nicht erschienen (did not arrive)                                |
| ohne     | C                  | Rennen abgesagt (cancelled)                                      |
| ohne     | keine WM-Teilnahme |                                                                  |
| sonstige | P/fett             | Pole-Position                                                    |
| sonstige | 1/2/3/4/5/6/7/8    | Punktplatzierung im Sprint-/Qualifikationsrennen                 |
| sonstige | SR/kursiv          | Schnellste Rennrunde                                             |
| sonstige | *                  | nicht im Ziel, aufgrund der zurückgelegten Distanz aber gewertet |
| sonstige | ()                 | Streichresultate                                                 |
| sonstige | unterstrichen      | Führender in der Gesamtwertung                                   |

### Le-Mans-Ergebnisse
| Jahr | Team             | Fahrzeug            | Teamkollege         | Teamkollege     | Platzierung     | Ausfallgrund |
| ---- | ---------------- | ------------------- | ------------------- | --------------- | --------------- | ------------ |
| 2021 | Cetilar Racing   | Ferrari 488 GTE Evo | Giorgio Sernagiotto | Roberto Lacorte | Ausfall         | Unfall       |
| 2022 | AF Corse         | Ferrari 488 GTE     | Davide Rigon        | Miguel Molina   | Rang 30         |              |
| 2023 | Ferrari AF Corse | Ferrari 499P        | Nicklas Nielsen     | Miguel Molina   | Rang 5          |              |
| 2024 | Ferrari AF Corse | Ferrari 499P        | Nicklas Nielsen     | Miguel Molina   | Gesamtsieg      |              |
| 2025 | Ferrari AF Corse | Ferrari 499P        | Nicklas Nielsen     | Miguel Molina   | disqualifiziert |              |

### Sebring-Ergebnisse
| Jahr | Team           | Fahrzeug                 | Teamkollege     | Teamkollege         | Platzierung             | Ausfallgrund    |
| ---- | -------------- | ------------------------ | --------------- | ------------------- | ----------------------- | --------------- |
| 2022 | Cetilar Racing | Ferrari 488 GT3 Evo 2020 | Roberto Lacorte | Giorgio Sernagiotto | Rang 22 und Klassensieg |                 |
| 2023 | Cetilar Racing | Ferrari 296 GT3          | Roberto Lacorte | Giorgio Sernagiotto | Rang 37                 |                 |
| 2024 | Cetilar Racing | Ferrari 296 GT3          | Roberto Lacorte | Giorgio Sernagiotto | Rang 30                 |                 |
| 2025 | Cetilar Racing | Ferrari 296 GT3          | Lorenzo Patrese | Giorgio Sernagiotto | Ausfall                 | Getriebeschaden |

### Einzelergebnisse in der FIA-Langstrecken-Weltmeisterschaft
| Saison | Team             | Rennwagen       | 1   | 2   | 3   | 4   | 5   | 6   | 7   | 8   |
| ------ | ---------------- | --------------- | --- | --- | --- | --- | --- | --- | --- | --- |
| 2021   | Cetilar Racing   | Ferrari 488 GTE | SPA | POR | MON | LEM | BAH | BAH |     |     |
| 2021   | Cetilar Racing   | Ferrari 488 GTE | 22  | 18  | 29  | DNF | 27  | 22  |     |     |
| 2022   | AF Corse         | Ferrari 488 GTE | SEB | SPA | LEM | MON | FUJ | BAH |     |     |
| 2022   | AF Corse         | Ferrari 488 GTE | 22  | 13  | 30  | 16  | 18  | 17  |     |     |
| 2023   | Ferrari AF Corse | Ferrari 499P    | SEB | POR | SPA | LEM | MON | FUJ | BAH |     |
| 2023   | Ferrari AF Corse | Ferrari 499P    | 3   | 2   | DNF | 5   | 2   | 4   | 3   |     |
| 2024   | Ferrari AF Corse | Ferrari 499P    | KAT | IMO | SPA | LEM | SAO | AUS | FUJ | BAH |
| 2024   | Ferrari AF Corse | Ferrari 499P    | 6   | 4   | 3   | 1   | 6   | 3   | 9   | 11  |
| 2025   | Ferrari AF Corse | Ferrari 499P    | KAT | IMO | SPA | LEM | SAO | AUS | FUJ | BAH |
| 2025   | Ferrari AF Corse | Ferrari 499P    | 1   | 15  | 2   | DNF | 12  |     |     |     |